# Протестантизм у Великому князівстві Литовському

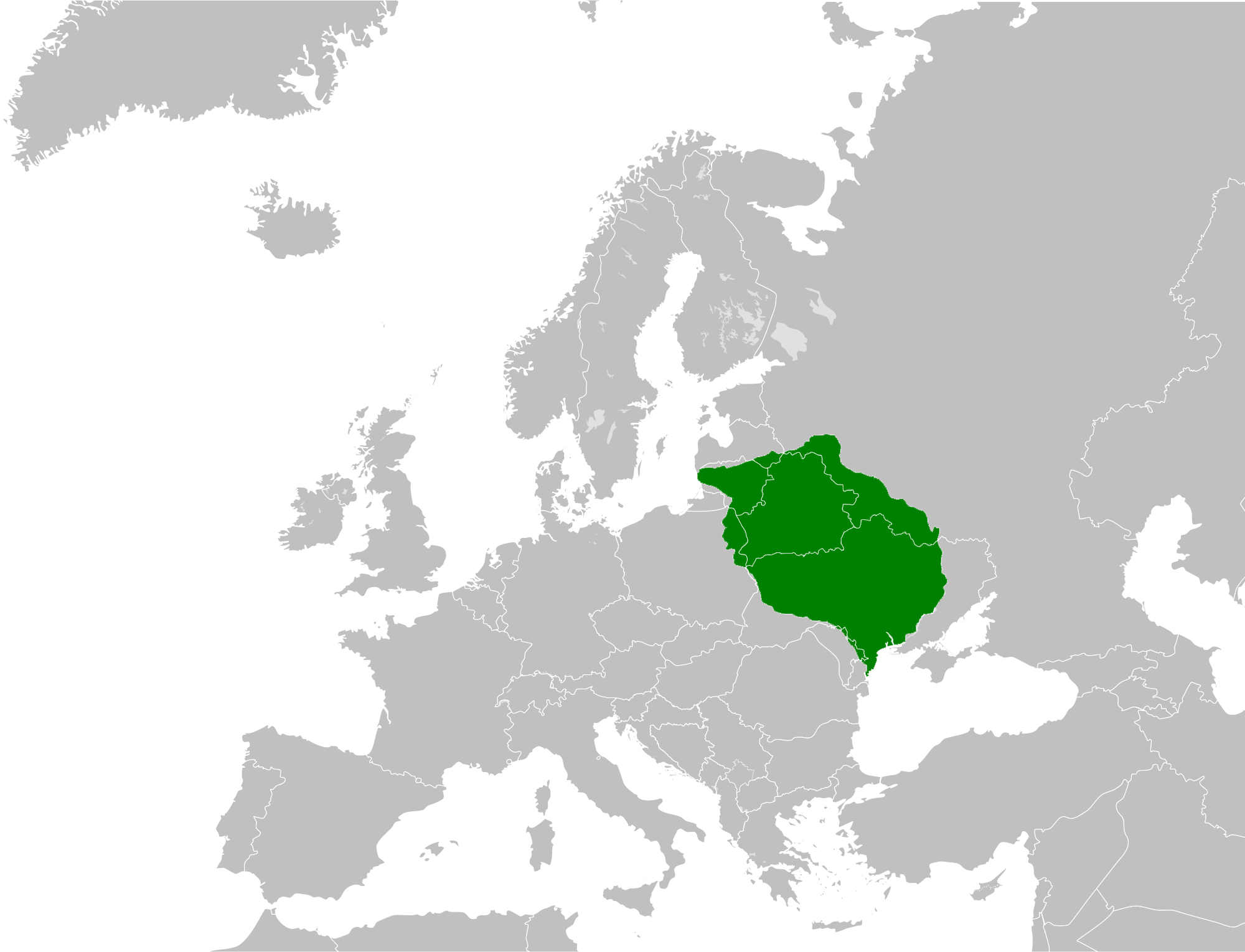
Територія Великого князівства Литовського в XV столітті

Протестантизм у Великому князівстві Литовському, Руському та Жематійському ― одне з трьох напрямів християнства поряд з православ'ям і католицизмом, що існував на землях Великого князівства Литовського в XVI—XVIII століттях. Пов'язане з Реформацією ― широким антикатолицьким рухом XVI століття в Європі. У Великому князівстві Литовському протестантизм був у вигляді двох течій ― лютеранства і кальвінізму. Сприяв розвитку духовного життя суспільства, поширенню гуманістичних ідей, світських форм культури в межах менш жорсткої і менш централізованої протестантської церкви, розвитку освіти, книговидання, розширенню міжнародних зв'язків.
Протестантизм у ВКЛ пройшов кілька етапів: формування і підйом реформаційного руху, розподіл на кілька соціально-політичних і релігійно-теологічних рухів (середина 1550-х-1570-ті рр.), звуження соціальної бази протестантизму, наступ і перемога Контрреформації (1580- е-друга чверть XVII століття). З середини XVII століття протестантська церква відігравала в Великому князівстві Литовському незначну роль.

## Розповсюдження лютеранства у Великому князівстві Литовському

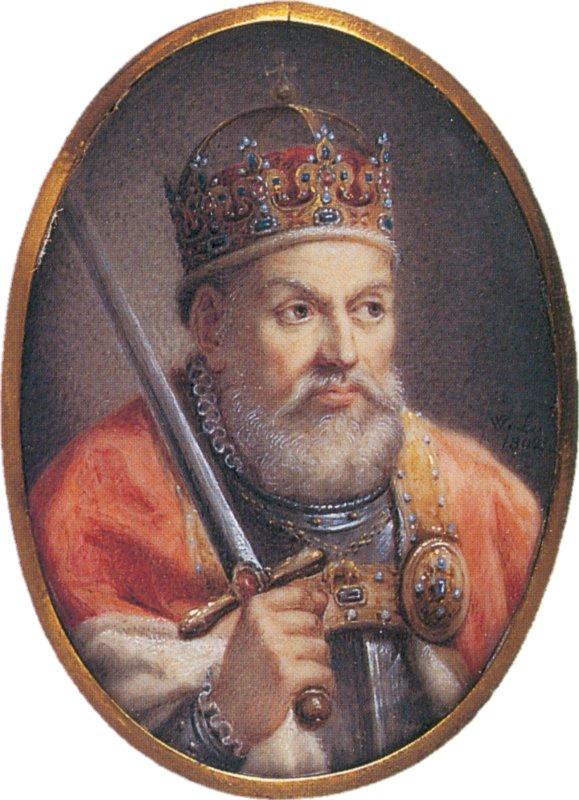
Сигізмунд l

У Великому князівстві Литовському були добре відомі погляди Яна Гуса, одного з провісників Реформації. Ще у 1413 двір великого князя литовського Вітовта відвідав соратник Гуса — активний противник католицької церкви Ієронім Празький, згодом спалений інквізицією на багатті. Подробиці його зустрічі з великим князем невідомі, але цілком можливо, що теолог не забув поділитися з ним своїми поглядами.
Незабаром після початку Реформації ідеї Лютера поширилися на значній території. З Німеччини вони проникли в Східну Пруссію і Лівонію, а потім і в Польщу. У 1525 році великий магістр Тевтонського ордена Альбрехт Гогенцоллерн провів секуляризацію прусських володінь Ордена і проголосив себе герцогом світської держави Пруссія. У тому ж році під впливом Лютера і його соратника Меланхтона Альбрехт оголосив Пруссію лютеранською державою. З Пруссії нове вчення стало поширюватися на територію Великого князівства Литовського — в Жемайтію і Аукштайтію. Перші лютеранські громади в у Великому князівстві Литовському — дворові і міські — стали з'являтися в середині XVI століття. Центром лютеранства стала столиця — місто Вільна (сучасний Вільнюс). Членами громад були в основному німецькі купці, серед простого народу і шляхти лютеранство популярністю не користувалося
Польське католицьке духовенство оцінило небезпеку нової ідеології. Ще в 1520 році воно зібралося в Петрокові на Собор під головуванням архієпископа гнезненського Яна Лаского і заборонило лютеранські книги, однак їх поширення продовжилося: навіть у польській столиці, Кракові, де при університеті відкрито продовжували продаватися твори Лютера. У 1523 році король польський і великий князь литовський Сигізмунд I наказав каштеляну краківському Кшиштофу Шідловецкому, щоб «ніхто не ввозив до королівства книг Лютера або кого-небудь з його послідовників … ніхто під страхом смертної кари та конфіскації всього майна не наважувався схвалювати, а тим більше проповідувати і поширювати його шкідливе і вже засуджене вчення»

Пам'ятник Аврааму Кульве в Йонаві

В Данцигу (суч. Гданськ) в 1524 році п'ять костелів перетворилися в протестантські, незабаром за ними пішли й інші. Сигізмунд I видав наказ з вимогою відновити католицтво під загрозою смертної кари. Але за Данцигом пішли Сандомир та інші міста. В універсалі 1534 року сандомирському каштеляну Петру Кміте-Собенському король писав: «У королівстві стало багато людей, жадібних до новизни, які не тільки таємно, але і явно приймають і поширюють засуджені Соборами єресі … посилають своїх молодих родичів в Віттенберг, щоб вони, наситившись з молодості вченням Лютера, з більшим жаром після повернення на батьківщину поширювали це вчення, а інші по своїй волі і за порадою друзів навмисне їздять до Лютера та інших начальників нових сект, щоб ближче пізнати і засвоїти собі їх оману»
Першим проповідником лютеранства в Великому князівстві Литовському був, швидше за все, випускник Краківського університету Рапегалан Станіслав Рафалович, який приїхав в 1525 році до Вільно. Магістр Юрій з Ейшішек за підтримки трокського воєводи Гаштольда в 1539 році спробував відкрити у Вільні лютеранську школу, але капітул не дозволив.
Про перші лютеранські громади відомо небагато. Відомо, наприклад, що одна з перших парафій була заснована в 1542 році в містечку Віленського воєводства Жеймо поблизу Ковно (суч. Каунас). Деякі білоруські дослідники вважають, що перша згадка лютеранської громади відноситься до Слуцьку 1535 року, коли князь Юрій Олелькович виділив німцям землю під церкву. Це твердження ґрунтується на документі, знайденому Семеном Подокшіним в литовських архівах. Автоматично переніс ці відомості в свою книгу німецький історик Дітріх.
Перша брестська протестантська церква, заснована в 1553 році, мала у власності друкарню, яка випускала як релігійні, так і світські книги. При церкві була відкрита початкова школа, де молоді люди навчалися читанню та письму, а також основам віри. Поблизу Бреста у села Домачево існували дві голландські колонії, які утворили в 1564 році протестантські громади. Відомо, що одну з мінських протестантських громад в 1596 році організував речицький староста князь Ярош Жижемський, подарувавши сестрі будинок з земельною ділянкою. Сестра Жижемського, Мілослава, була одружена з кальвіністським теологом і письменником Андрієм Воланом.
Вирішивши прийняти заходи, в липні 1538 король Сигізмунд I видає едикт проти лютеран і анабаптистів з погрозою — за поширення протестантських ідей конфісковувати майно і висилати з країни. Але цього виявилося мало, і в 1542 році виходить новий едикт, що наділяє духовенство в особі віленського єпископа судовою владою над єретиками. Протестанти позбавлялися дворянства. Заборонялося наймати вчителями німців, посилати шляхетських юнаків до Німеччини для освіти. Але закони виконуються погано. Через протидії княжих родів королю довелося в 1543 році указ про закордонному освіту скасувати, залишивши лише заборону привозити додому «єретичні» твори. А вони вже щосили мали ходіння. Великий магістр Тевтонського ордена Альбрехт відмовився підкорятися папі, прийняв протестантство і став світським герцогом Пруссії. Він видавав у великій кількості переклади літургійних та інших книг і направляв їх до Литви. На його замовлення пастор Мартін Монвід перевів на литовську мову лютеранський канціонал. У Королевце (Кенігсберзі) був заснований лютеранський університет (1544) з гуртожитком і стипендією для литовців. Серед викладачів також були два литовця: Станіслав Раполіоніс і Авраам Кульвен, які були вигнані з Вільно за пропаганду ідей Лютера.

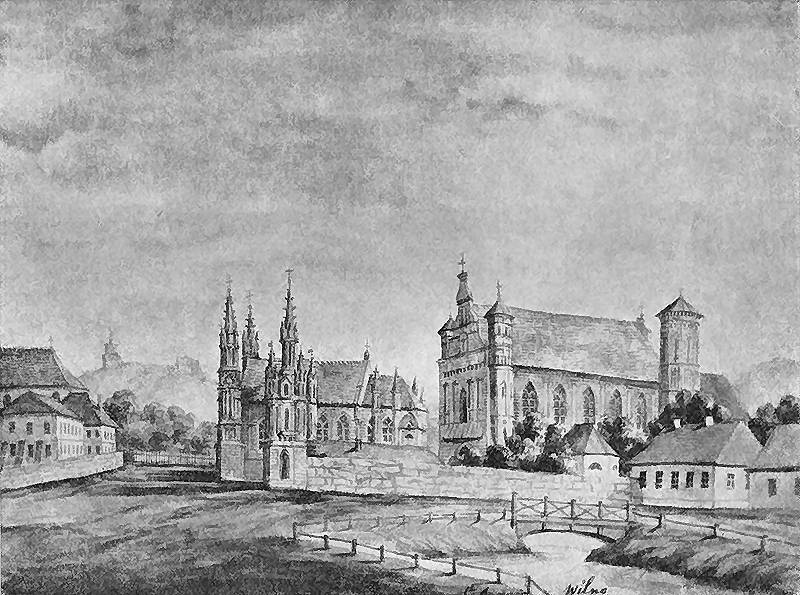
Костел святої Анни у Вільно

Незважаючи на це, 1539 року віленський уродженець, ксьондз і доктор філософії, Авраам Кульва відкриває у Вільні школу для шляхетської молоді та активно виступає з лютеранськими проповідями, слухати які поступово збирається мало не все німецьке населення міста. Віленський єпископ Павло Гольшанський звернувся до Сигізмунда I з проханням втрутитися. Король видав едикт, за яким Кульва повинен був з'явитися на духовний суд, покаятися і понести покарання. Кульва біг до Пруссії. Після від'їзду Кульви проповідником лютеранства в Литві став Ян Вінклер, ксьондз віленського костелу святої Анни. Віленський єпископ заборонив йому не тільки служити, а й взагалі з'являтися у віленських костелах. Тоді Вінклер відкрив лютеранську капличку в будинку віленського купця Морштина. Утворилася лютеранська громада, в основному з німців. На Німецькій вулиці була побудована церква, яка проіснувала до 1944 року.
Син Сигізмунда I король і великий князь Литовський Сигізмунд II Август став протегувати протестантам. Вихований при дворі матері королеви Бони Сфорци, він подружився з духівником матері Франческо Лісманіні, таємним прихильником Реформації. Майбутній король знайомився з творами діячів Реформації, навіть відправляв Лісманіні до Швейцарії купувати книги.
Безсумнівно, розмовляв король і з придворними проповідниками Іваном Козьмінським і Лаврентієм (Дискордієм) з Прошовіч, яких взяв з собою в Литву в 1544. Він писав в 1547 році краківському біскупу: "Ще занадто свіжі в цьому нашому Великому князівстві віяння старої віри. Тому що тут, як і над Вільно, темний неосвічений народ віддає шану божеську (не кажучи вже про інші забобони) лісам, дубам, липам, струмкам, валунам, вужам, і приносить їм жертви, як загальні. Так і особисті ". Сигізмунд II Август листувався з Кальвіном. Він і Лютер присвятили королю свої твори: Кальвін — тлумачення послання Павла до євреїв, Лютер — свій переклад Біблії. Папа Римський звинувачував короля в позитивному ставленні до протестантського руху. Став холонути до протестантів Сигізмунд II Август тільки під кінець свого правління. При єзуїтах в 1564—1565 роках почали виходити його універсали проти реформаторів.
Лютеранська церква стала зватися у Великому князівстві Литовському та Польщі Ecclesia Augustana (Аугсбургська церква); іноді її називали Саксонською. 1559 року Сигізмунд II Август визнав Аугсбургську церкву ВКЛ під владою ризького архієпископа. Управлялася Аугсбургська церква консисторською радою на чолі з суперінтендентом, що розташовувався у Вільні. Другим центром лютеранства після Вільни став Ковно, який прийняв в 1550 році аугсбургське сповідання. У 1570 році до лютеранів Великого князівства Литовського і Польщі приєдналися і гусити (чеські брати).
У другій половині XVI століття до євангельських парафій відносилась майже половина віруючих, лютерани залишалися в меншості, а до середини XVII століття лютерани вже були і гнобленою меншістю з боку католицької церкви. На той час залишилося 10 лютеранських храмів проти 150 кальвіністських. Польський дослідник Генріх Мерчінг вважав, що в другій половині XVI століття у Великому князівстві Литовському їх залишилося 5. Практично всі громади діяли незалежно один від одного, хоча лютеранська громада Вільни і вважалася верховної.
У 1653 — 1655 рр. пастором у Вільно і суперінтендантом лютеранської церкви Великого князівства Литовського був Ян Казимир Малина.
Новий імпульс розвитку протестантизму на території Білорусі надали шведські війська під час Північної війни (1700—1721). З 18 березня по 6 червня 1708 року в Радошковичах розміщувалася головна штаб-квартира шведського короля Карла XII. 15 квітня 1708 року в Радошковичах магнати Ярослав Любомирський і Януш Вишневецький разом з зі своїми прихильниками прийняли лютеранство. 7 травня 1708 року в містечку пройшов іспит з логіки і філософії для нових лютеранських пастирів, які взяли сан і були спрямовані на службу в південно-сконський відділ рейтерів (Södra Skånska rytteriet). Словацький мемуарист-протестант Даніел Крман (1663—1740) залишив після себе щоденник на латинській мові, де описуються події в Білорусі під час походу короля Карла XII.

## Протестантська видавнича діяльність у Великому князівстві Литовському

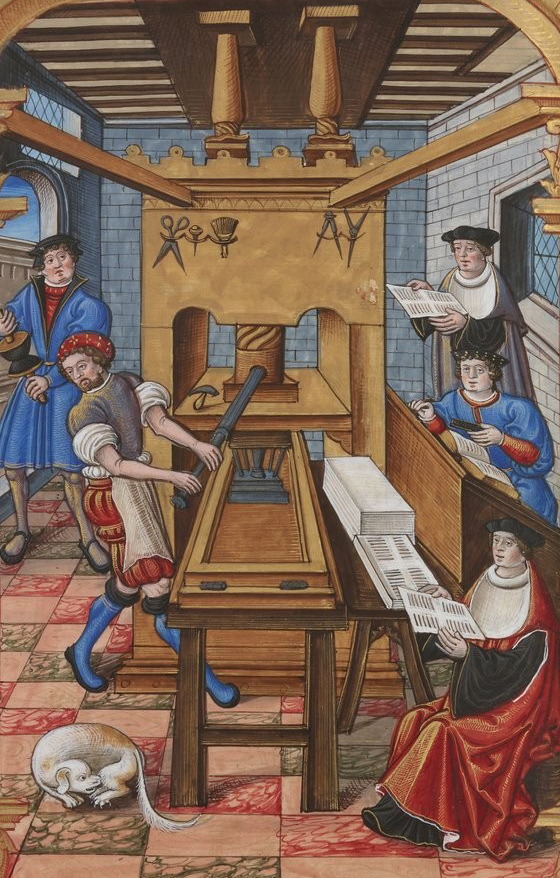
Європейська типографія XV століття

У другій половині XVI-першій половині XVII століття відбулася реформа друкарень. У Бресті протягом 1550-1580-х рр. діяли друкарі і видавці, які послідовно змінювали один одного — С. Мурмеліус, К. Базилік, Т. Фальконіус; в Несвіжі — М. Кавечинський і Л. Кжишковский, Д. Ланчицкий, в Лосці — Я. Карцан, Ф. Балямовский; в Тяпині — Василь Тяпинський; в Любчі — Петро Бластус Кміта. Наприкінці XVI століття зросло значення протестантських друкарень у Вільні — друкарні Ланчицького, Я. Маркевича та інших, що забезпечували книгами реформаторські громади. Більшість видавців були вихідцями з Польщі, які осіли в ВКЛ.
Секуляризація книговидання, яка підривала духовну монополію католицької церкви, відбилася в жанрах видань. Відповідно до ідейних постулатів протестантизму найбільш затребуваними були переклади Біблії та її окремих частин. В цьому плані видавці йшли по шляху європейського реформаторського книговидання. Особливо важливим було видання Брестської Біблії (1563), перекладеної кальвіністами Великого князівства Литовського і Польщі (до її виходу основним біблійним текстом для протестантів був Новий Завіт польською мовою, виданий в Кенігсберзі), Несвіжської Біблії (1572), Нового Завіту (1574) з релігійно-філософськими коментарями Симона Будного. Різноманітністю відрізнялася література, яку можна віднести до світської або близькою до неї, вона приблизно становила 24 % від загальної кількості книг. Крім нового типу белетристики (історія, політична публіцистика, сатира, панегірики) в протестантських друкарнях вперше в ВКЛ були видані збірки правових актів, довідники по судочинству і природничих науках, переклади нових і стародавніх авторів, твори видатних діячів європейського Відродження. Значну групу склали полемічні твори, спрямовані проти католицької церкви, або ті, які ілюстрували внутрішні суперечності самого реформаторського руху (Петро з Гоньондз, С. Будний та ін.). Ці видання нерідко виходили за межі церковно-релігійної полеміки, зачіпаючи важливі суспільно-політичні та соціально-економічні проблеми. Вперше у Великому князівстві Литовському почали обговорювати проекти перебудови суспільства. Релігійно-богословські та літургійні видання склали близько 15 %. Багато видань відрізнялися високим художнім оформленням.

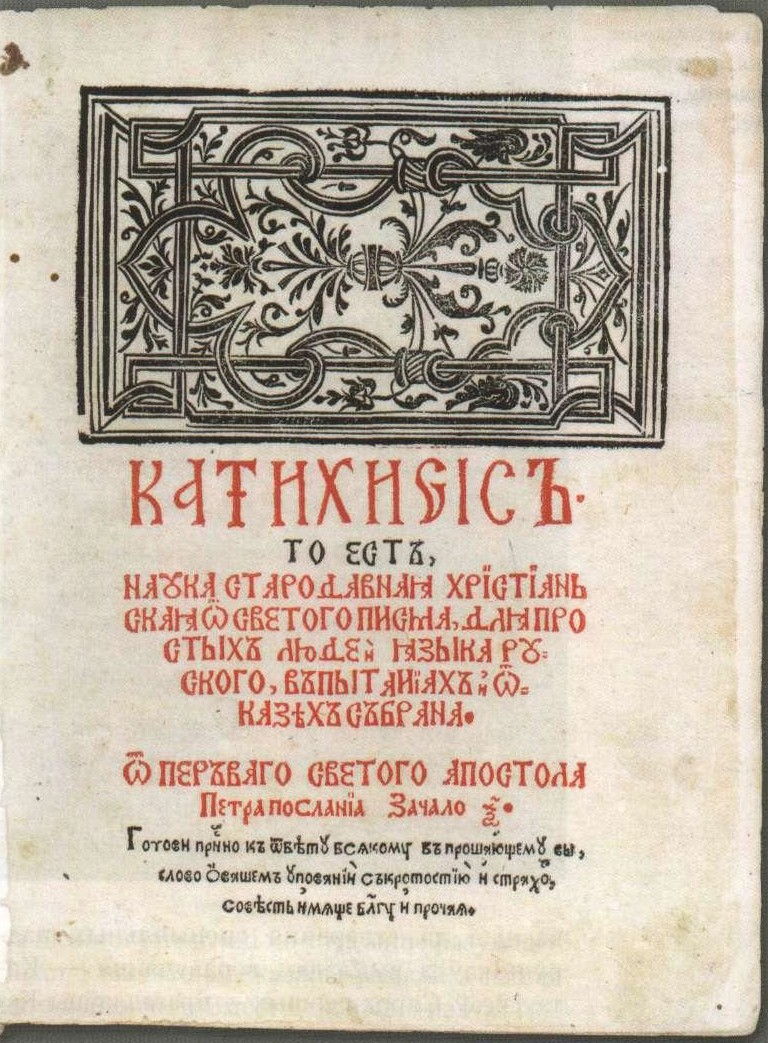
Титульна сторінка Катехізиса Симона Будного

У Несвізькій друкарні першими виданими книгами стали «Катехізис» і «Про виправдання грішної людини перед Богом» на західноруській мові (всі інші книги були латинською та польською). Підканцлер Великого князівства Литовського Астафей Волович випустив на західноруській мові частину Євангелія. Але це були поодинокі випадки, превалювали латинь і польська. Андрій Волан, наприклад, написав понад 30 творів по-латині. Шляхті ВКЛ зрозуміліше була польська мова, недарма Симон Будний видав на ньому для кальвіністських громад Біблію і Новий Завіт зі своїми релігійно-філософськими коментарями. Як писав Г. Мерчінг, коментарі Будного «стали першою спробою в світовій літературі всебічної критики Нового завіту». Будний вважав, що Брестська Біблія перекладена не з оригіналу, а з латинської та французької мов, що кальвіністи все наплутали, і справжньою Біблією слід вважати Несвізьку. Разом з Будним починав видавничу діяльність в Несвізькій друкарні Василь Тяпинський, який переклав Євангеліє на західноруську мову. Даніель Ланчицький випустив 11 книг латинською і польською мовами — протестантську полемічну публіцистику. Виходили в Несвіжі протестантські співочі книги польською мовою — «Канціонал» з 54 псалмами і 110 піснями, пісняр з текстами Яна Кохановського і Мартіна Чеховича. Несвізька друкарня стала першою в Великому князівстві Литовському, де використовувалися шрифти з кирилицею. У Несвіжі вийшла перша газета Великого князівства Литовського — «Навіны грозные а жалостлівые…».

## Діячі протестантизму у Великому князівстві Литовському

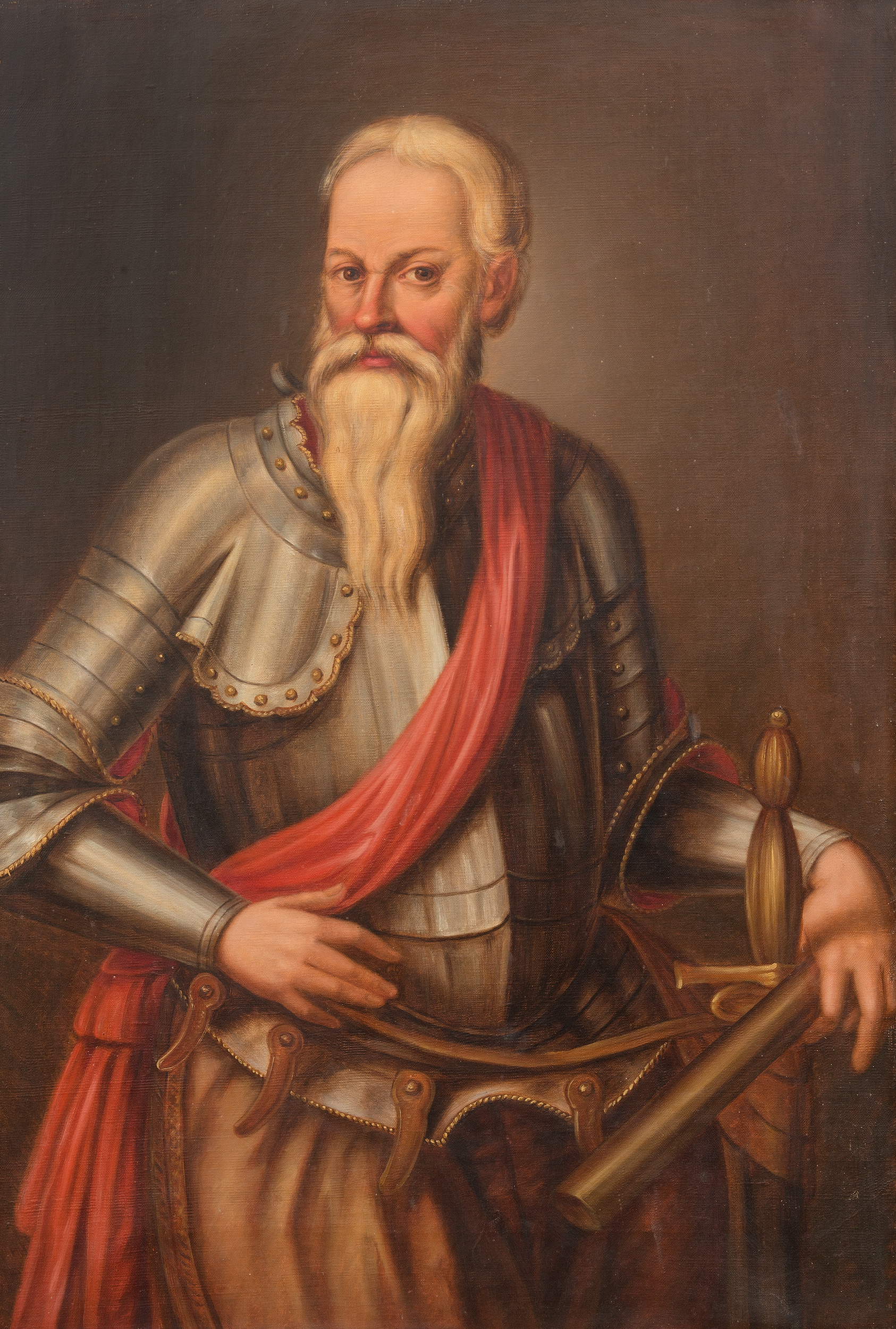
Миколай Радзивіл (Рудий)

Протестантизм привернув до себе багатьох непересічних людей. Микола Радзивілл Рудий — син Юрія Радзивілла і брат королеви Польщі Барбари Радзивілл. Здобувши освіту за кордоном, великий литовський канцлер одним з перших у ВКЛ в 1564 році прийняв кальвінізм, всіляко сприяв його поширенню, відкрив кальвіністську школу для юнаків. Виступав проти Люблінської унії, бачив Велике князівство Литовське як федеративну державу Речі Посполитої.

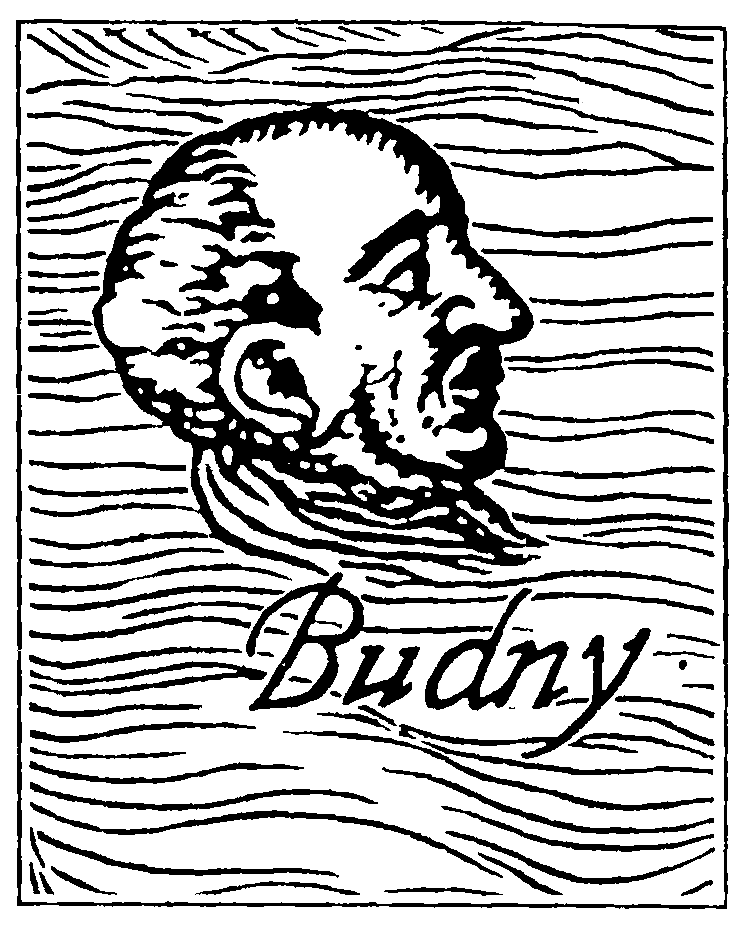
Симон Будний

Випускник Краківського університету Симон Будний з 1560 року був кальвіністським проповідником в Клецьку, випустив на західноруській мові «Катехізис», «Новий заповіт» з коментарями, трактат «Про світську владу» (1583), за який був виключений з братської громади. Оперуючи біблійними текстами, Будний категорично заперечував гуманістам-радикалам, які пропонували ідею загальної рівності, багатим роздати свої багатства та ін. Якщо багаті зникнуть, — говорив Будний, — хто ж тоді стане допомагати бідним? Будний вважав приватну власність основою всього, вона повинна бути і у князя, і у селянина. Церковні землі повинні належати і членам цієї церковної громади. Ідеям радикалів про знищення державної влади і всіх державних установ Будний протиставляв біблійну тезу про божественне походження влади, інша справа, що не всі використовують владу на благо суспільства. Монархія повинна бути освіченою, правитель повинен піклуватися не тільки про себе, а й про бідних людей, проте не заохочуючи в них лінь і неробство. У книзі «Про найголовніші положення християнської віри» (1576) довільно трактуючи слова євангелістів, на підставі підібраних 26 цитат намагався довести, що Ісус Христос Богом не був, а Богом є Бог-батько; Святий Дух є сила побожна. Такі твердження суперечили основним догматам християнської церкви, і в очах побратимів Будного були єрессю, хоча Будний тут виступав, полемізуючи з прихильниками дитеїзма (двобожжя) Петром з Гоньондз і Станіславом Фарновським.

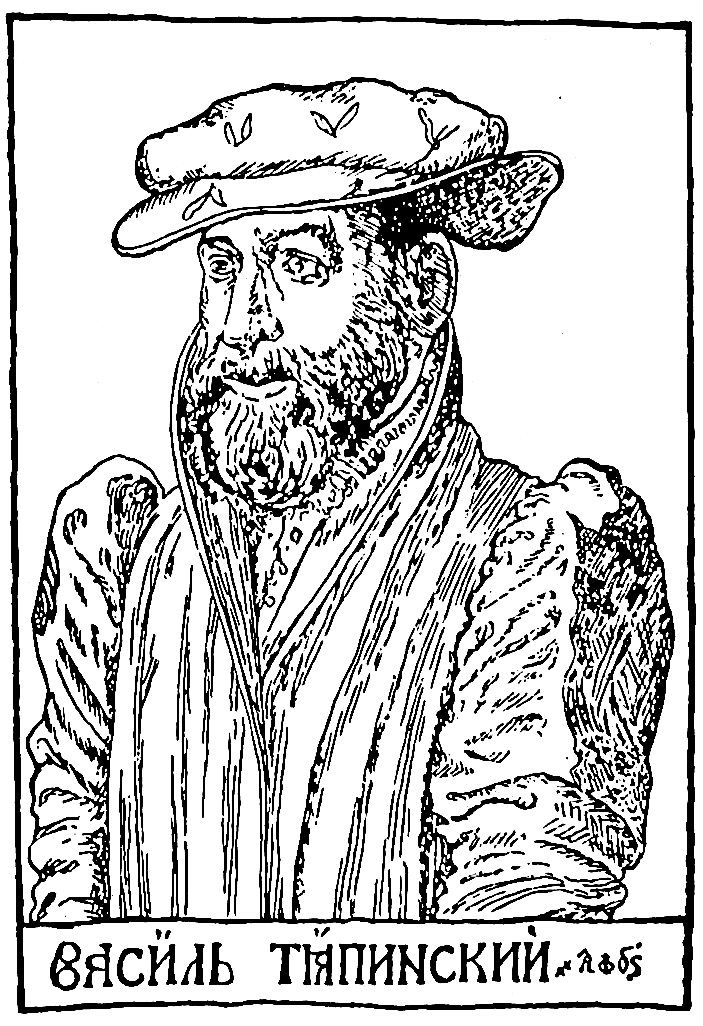
Василь Тяпинський

У 1570-ті роки на землях Великого князівства Литовського і Польщі почався процес вироблення державно-політичної і етичної доктрини протестантства. Між представниками різних його напрямків виникали гострі дискусії, перш за все з питань про призначення держави, сутності уряду, обов'язки членів уряду. Свій погляд Симон Будний висловив у праці «Спростування Чеховця, який вважає, що християнину не можна займати державну посаду». З боку його супротивників Якуба з Калинівки, Петра З Гоньондз, Яна Немаєвського, Павла з Візни посипалися надзвичайно різкі звинувачення. У січні 1581 року за наполяганням Будного в Лосці пройшов протестантський синод Великого князівства Литовського, який виніс на обговорення питання Будного про владу. Під час голосування, синод, за винятком двох осіб, підтримав Будного. Наступний загальний антитринітарний синод вдалося скликати в Любче в березні 1582 року. Суперечки.тривали два дні, ідейні вороги Будного зуміли нав'язати дискусію про Сина Божого. «Вони, — писав пізніше Будний, — насильно змусили нас до тієї бесіді, поставивши умову: якщо ми не захочемо говорити про Сина Божого, то вони відмовляться вести розмову про уряд». Противники говорили, ніби він відкидає в своїх проповідях божественність Христа, а на синоді не хоче про це говорити. Собор в Луславицях засудив Будного, він був змушений відректися від своїх тверджень. Останні роки Будний жив при дворах випадкових меценатів. Міхаіл Олесницький, який виступав проти антитринітаріїв, писав в 1603 році: "Смерть Симона Будного, яка настала 13 січня 1593 в Вишневому, була жахливою і огидною. Уже за два роки до смерті він зовсім з глузду з'їхав, не хотів нічого чути і знати про Бога і Христа. Навіть за три дні до смерті лунав його страшний крик, який наповнював двір пана Льва Маклока і його сусідів. А коли пан Вітковський переконував його, щоб в останні свої дні він звернувся до Бога, він зловив його руку і сказав: "Клянуся, я не знаю ніякого Бога і ніякого Христа ".
Василь Тяпинський був знайомий з Будним, більш того — частково поділяв його погляди. Він, як і Будний, прийшов до антитринітаризму від кальвінізму. Він був військовим, брав участь у Лівонській війні 1558—1563. До 1565 року Тяпинський перебував, як і Будний, під заступництвом Миколи Радзивілла Чорного, активно брав участь в організації Несвізької друкарні. Після смерті Радзивілла він займав посаду оршанського підстарости. Можливо, на початку 1570-х рр. жив на Волині. У 1570-х рр. Тяпинський жив у своєму маєтку Тяпин, де влаштував друкарню, вирішивши видати Євангеліє церковнослов'янською і західноруською мовою. Відоме одне видання, що зберігається в Санкт-Петербурзі. У передмові Тяпинський критикує духовну і світську владу, ратує за збереження нації, за збереження західноруської мови: «Тому що ті, кому, власне, потрібно було постаратися — ні владарі, ні митрополити, ні знавці-вчені, це зробити за весь цей час не захотіли … Я сьогодні радісний не за себе, а за справу, підняту нарешті не якимось чужинцем, а своєю людиною … тому що в їхньому колі знайшовся русин, якому Русі своїй сильно захотілося користь принести!». Поборюючи засилля латини та польської мови, Тяпинський писав: «Хто з добрих, що бажає добра батьківщині, чи не змушений плакати, дивлячись на багатьох князів великих, багатьох панів знаменитих, багатьох чоловіків сильних … що впали в яму непам'яті, що соромляться своєї славної мови?!». Василь Тяпинський при нез'ясованих обставинах був убитий двоюрідними братами наприкінці 1599 або в початку 1600 року, швидше за все, через майнову суперечку.

## Контрреформація у Великому князівстві Литовському

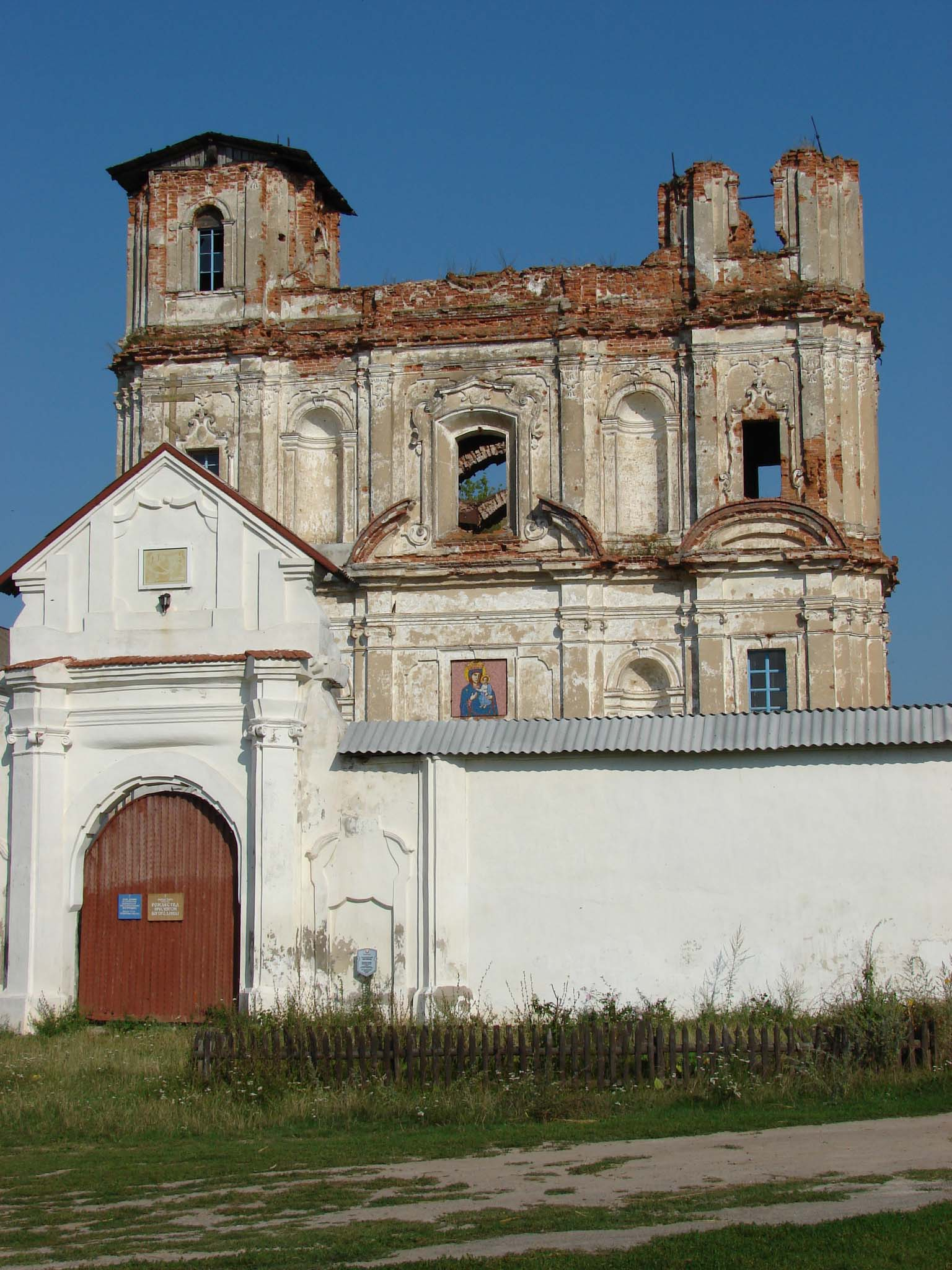
Колегіум єзуїтів в Юровичах

З виникненням і діяльністю протестантських громад католицька церква втрачала свій вплив, що не могло її не турбувати. На Тридентському соборі католицькі ієрархи підтвердили, що джерелом справжньої віри є Біблія, постанови Вселенських соборів і послання римських пап, сім основних церковних обрядів не підлягають обговоренню, мова богослужіння — латинь. Для єретиків-протестантів в Західній Європі став активно діяти церковний суд, складений список заборонених католицькою церквою книг. У Великому князівстві Литовському рушійною силою контрреформації стали єзуїти. 13 представників ордена єзуїтів приїхали в ВКЛ в 1569 році на запрошення віленського єпископа Валеріана Протасевича. Через рік їх вже було близько 300. Уродженець Мінського воєводства, Валеріан Протасевич з 1544 року був писарем Великого князівства Литовського і секретарем короля Сигізмунда II Августа, з 1556 єпископом віленським. Очолював комісію Литовського Статуту, брав участь у підготовці Люблінської унії 1569 року. Був прихильником об'єднання Великого князівства Литовського з Польщею на основі федерації. Був одним з найбагатших магнатів Великого князівства Литовського. У 1570 році В. Протасевич купив у Вільно великий кам'яний будинок і відкрив в ньому єзуїтський колегіум, де викладати приїхали єзуїти на чолі з віце-провінціалом Ф. Суньером. В. Протасевич також купив єзуїтам три житлових будинки в Вільно, віддав їм костел Іоанна Хрестителя. На відкритті колегіуму він виступив зі зверненням до шляхти надсилати синів у колегіум.

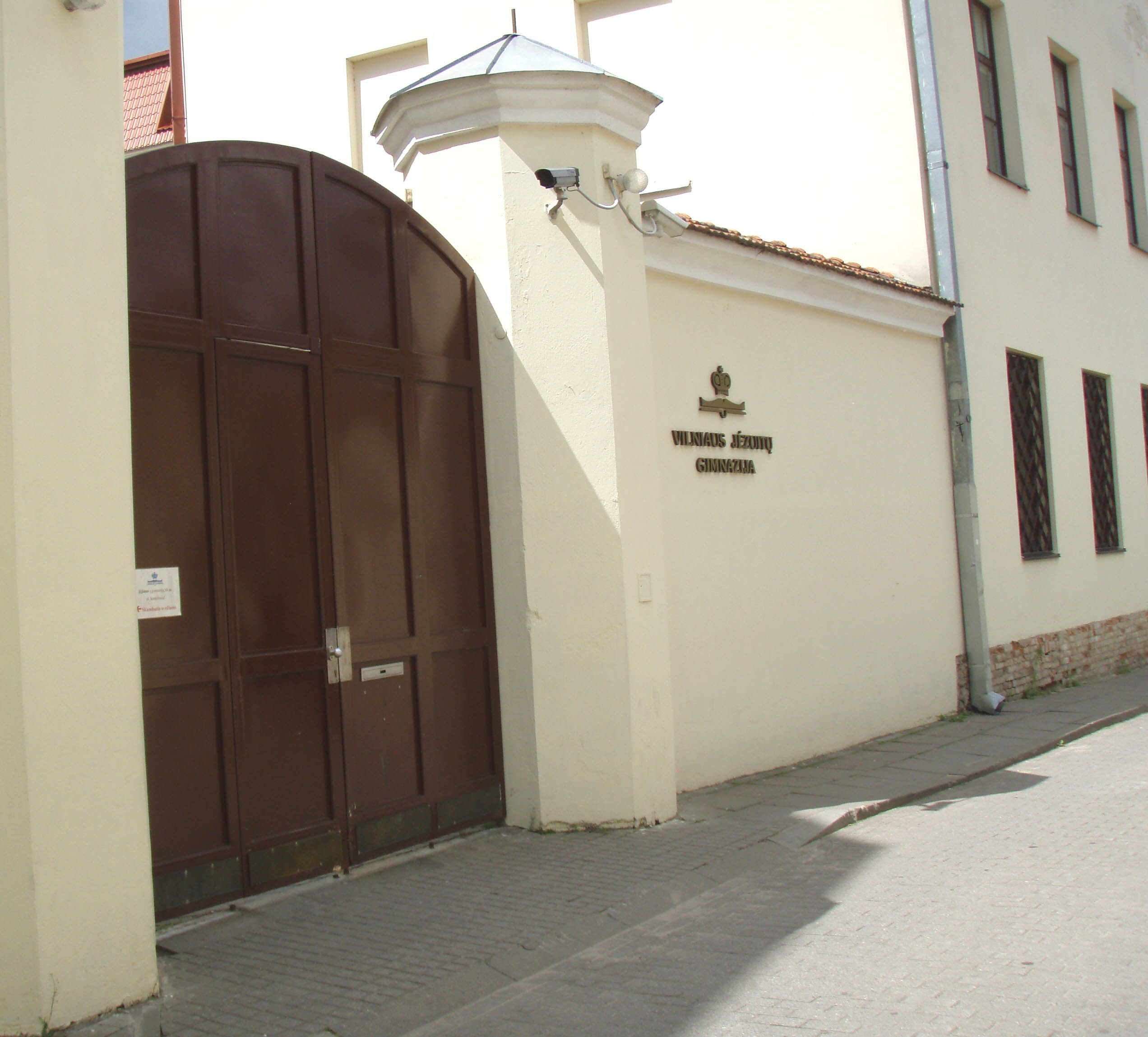
Віленський єзуїтський колегіум

Протасевичу вдалося переконати Радзивіллів, вплив яких у Великому князівстві Литовському був дуже великим, перейти в католицтво, а Юрія Радзивілла, сина покійного на той час глави протестантизму Миколи Радзивілла Чорного, взяв заступником-коад'ютером. 1577 року Протасевич припинив спробу протестантів відкрити у Вільні школу, на його прохання король Стефан Баторій зрівняв віленський колегіум в правах з Краківським університетом: колегіум теж став університетом, міг привласнювати наукові ступені. При новому університеті було відкрито конвікт для бідних студентів і гуртожиток. Кальвініст Андрій Волан випустив в Лосці полемічний трактат, спрямований проти Валеріана Протасевича. Той оголосив трактат крамольним і заборонив його.
Стефан Баторій заборонив будівництво протестантських і православних храмів спочатку у Вільні, а потім і по всьому Великому князівству Литовському. Після Брестської унії 1596 року багато протестантських і православних церков передали владу уніатам і католицьким орденам, які стали їх перебудовувати. В католицтві зміцнювалася церковна дисципліна, парафіяльним ксьондзам рекомендувалося організовувати початкові школи з духовними бібліотеками, створювати католицькі братства, залучаючи в них місцеве населення. Єзуїтські костели активно займалися благодійністю, при костелах відкривалися госпіталі. Велика увага приділялася єзуїтським колегіумам, куди приймали юнаків різних віросповідань. Відкрилися колегіуми в Орші (1617), потім в Несвіжі, Вітебську, Гродно, Пінську, Могильові, Новогрудці, Слуцьку, Полоцьку, Острозі, Луцьку, Кам'янець-Подільському.

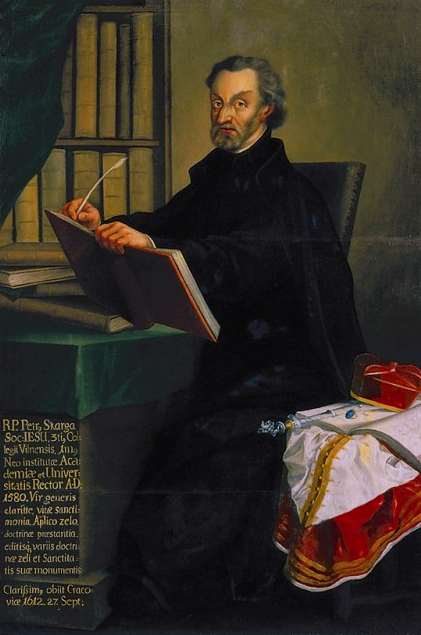
Петро Скарга

Почалося переслідування протестантів, особливо антитринітаріїв. До 1647 року було закрито всі аріанські школи та друкарні, а в 1658 році антитринітаріїв взагалі вигнали з Речі Посполитої. Залишилися лише поодинокі кальвіністські громади. Ідеологом же контрреформації в Великому князівстві Литовському був один з ініціаторів Брестської церковної унії 1596 року поляк Петро Скарга, перший ректор Віленської єзуїтської академії, пізніше придворний проповідник короля Сигізмунда III Вази. Неабиякий полеміст, він вимагав підпорядкування світської влади церковній, за шляхтою визнавав тільки право на «військове ремесло». Його трактат польською мовою «Про єдність Божої церкви під одним пастирем», виданий 1577 року у Вільні, що оспівує уніатство, викликав люту полеміку. Скарга, зокрема, стверджував, що королівська влада в землях Великого князівства Литовського послана Богом, населення повинно об'єднатися навколо Папи Римського і короля. Польські аріани, на думку Скарги, були для католиків більшими ворогами, ніж юдеї.
Непоодинокими були й погроми протестантських церков і шкіл. Після переслідувань світською і духовною католицькою владою кальвіністи в 1639 році покинули Вільно. У 1668 році вийшов закон, за яким кожен, хто зрікся католицтва,.виганявся з країни і позбавлявся майна. За спогадами Яна Цедровського, 3 квітня 1682 року у Вільно сталося щось подібне Варфоломіївській ночі, коли натовп, підбурюваний єзуїтами, руйнував храми і будинки протестантів, вбиваючи всіх підряд. У 1689 році Казимира Лищинського стратили у Варшаві як єретика.
 В середині XVI століття Віленське католицьке єпископство володіло 300 селами і 16 містечками з 6 тисячами селянських димів (близько 40 тисяч кріпаків), в XVIII столітті — 600 селами. Всього у Великому князівстві Литовському наприкінці XVIII століття католицькій церкві належало 60,6 тисяч селянських димів. У другій половині XVII століття від протестантизму у Великому князівстві Литовському нічого не залишилося, впливові і багаті магнати, шляхта і городяни перейшли в католицтво.